# Eleonora de Blois
Eleonora de Blois (n. 1102–d. 1147) a fost una dintre fiicele contelui Ștefan al II-lea de Blois cu Adela de Normandia.
Eleonora a fost căsătorită cu contele Raoul I de Vermandois și a fost mama lui Ugo al II-lea de Vermandois (n. 1127 -d. 1212), conte de Vermandois și de Valois, devenit ulterior călugăr, în 1160. Căsătoria ei cu Raoul a fost dizolvată la solicitarea reginei Eleanor de Aquitania, a cărei soră, Petronilla de Aquitania era îndrăgostită de Raoul. Acest fapt l-a condus pe Raoul la un război deschis cu contele Theobald al II-lea de Champagne, care era fratele Eleonorei. Războiul a durat doi ani (1142–1144) și s-a încheiat cu ocuparea regiunii Champagne de către armata regală.